# Provincia de Cordillera (Chile)
La provincia de Cordillera es una de las seis en las que está dividida la región Metropolitana de Santiago, siendo la que está situada al este de esta. Ocupa una pequeña área de la depresión intermedia, rellena de sedimentos glaciares, fluviales y volcánicos, y de la cordillera de los Andes hasta la frontera internacional con Argentina. Su capital es la ciudad de Puente Alto.

## Autoridades
Las autoridades son nombradas directamente por el Presidente de la República y se mantienen en su cargo mientras cuenten con su confianza.

### Gobernador Provincial (1981-2021)

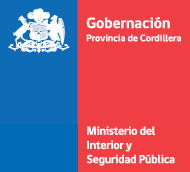
Logotipo de la Gobernación de la Provincia de Cordillera hasta 2021.

Los siguientes fueron los gobernadores provinciales de Cordillera.
| Gobernador(a)               | Partido | Partido | Inicio                  | Final                   | Presidente(a) | Presidente(a)           |
| --------------------------- | ------- | ------- | ----------------------- | ----------------------- | ------------- | ----------------------- |
| Hernán Abad Cid             |         | Militar | enero de 1981           | noviembre de 1984       |               | Augusto Pinochet        |
| Gonzalo del Real Anthauer   |         | Militar | noviembre de 1984       | 11 de marzo de 1990     |               | Augusto Pinochet        |
| Sergio Roubillard González  |         | PS      | 11 de marzo de 1990     | 11 de marzo de 1994     |               | Patricio Aylwin         |
| Oscar Santelices Altamirano |         | PPD     | 11 de marzo de 1994     | 1997                    |               | Eduardo Frei Ruíz-Tagle |
| Patricio González Toledo    |         | PPD     | 1997                    | 11 de marzo de 2000     |               | Eduardo Frei Ruíz-Tagle |
| Teresa Montrone Plá         |         | PDC     | 11 de marzo de 2000     | 29 de diciembre de 2000 |               | Ricardo Lagos           |
| Marcelo Drago Aguirre       |         | PDC     | 29 de diciembre de 2000 | 28 de diciembre de 2001 |               | Ricardo Lagos           |
| Macarena Carvallo Silva     |         | PRSD    | 28 de diciembre de 2001 | 10 de marzo de 2003     |               | Ricardo Lagos           |
| Osvaldo Correa Sepúlveda    |         | PRSD    | 16 de abril de 2003     | 11 de marzo de 2006     |               | Ricardo Lagos           |
| Juan Pavez                  |         | PS      | 11 de marzo de 2006     | 22 de enero de 2007     |               | Michelle Bachelet       |
| Marcela Labraña Santana     |         | PDC     | 22 de enero de 2007     | 10 de diciembre de 2008 |               | Michelle Bachelet       |
| Alejandro Fernández Araya   |         | PDC     | 10 de diciembre de 2008 | 11 de marzo de 2010     |               | Michelle Bachelet       |
| Caterina Klein Plesnar      |         | RN      | 17 de marzo de 2010     | 11 de marzo de 2014     |               | Sebastián Piñera        |
| Carlos Becerra Carvajal     |         | PS      | 11 de marzo de 2014     | 10 de junio de 2014     |               | Michelle Bachelet       |
| Vanessa Marimón Fuentes     |         | PS      | 11 de agosto de 2014    | 11 de marzo de 2018     |               | Michelle Bachelet       |
| Mireya Chocair Lahsen       |         | RN      | 11 de marzo de 2018     | 14 de julio de 2021     |               | Sebastián Piñera        |

### Delegado Presidencial Provincial (Desde 2021)

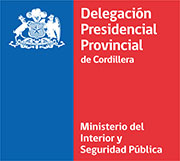
Logotipo de la Delegación Presidencial Provincial de Cordillera desde 2021.

Nuevo cargo que reemplaza la figura de Gobernador provincial.
| Delegado(a)              | Partido | Partido | Inicio                  | Final                   | Presidente(a) | Presidente(a)    |
| ------------------------ | ------- | ------- | ----------------------- | ----------------------- | ------------- | ---------------- |
| Mireya Chocair Lahsen    |         | RN      | 14 de julio de 2021     | 11 de marzo de 2022     |               | Sebastián Piñera |
| Marcela Mella Ortiz      |         | Unir    | 11 de marzo de 2022     | 21 de octubre de 2022   |               | Gabriel Boric    |
| Giordano Delpin Pino (s) |         | RD      | 21 de octubre de 2022   | 10 de noviembre de 2022 |               | Gabriel Boric    |
| Jaime Fuentes Purrán (s) |         | CS      | 10 de noviembre de 2022 | 12 de enero de 2023     |               | Gabriel Boric    |
| Alejandra Cortés Vásquez |         | PL      | 12 de enero de 2023     | 9 de diciembre de 2024  |               | Gabriel Boric    |
| Osvaldo Maldonado Pinto  |         | PCCh    | 9 de diciembre de 2024  | En el cargo             |               | Gabriel Boric    |

## Población
La Provincia de Cordillera tiene una superficie de 5616 km² y cuenta con una población de 702.948 habitantes. Está integrada por las comunas de:
- Puente Alto
- San José de Maipo
- Pirque

## Economía

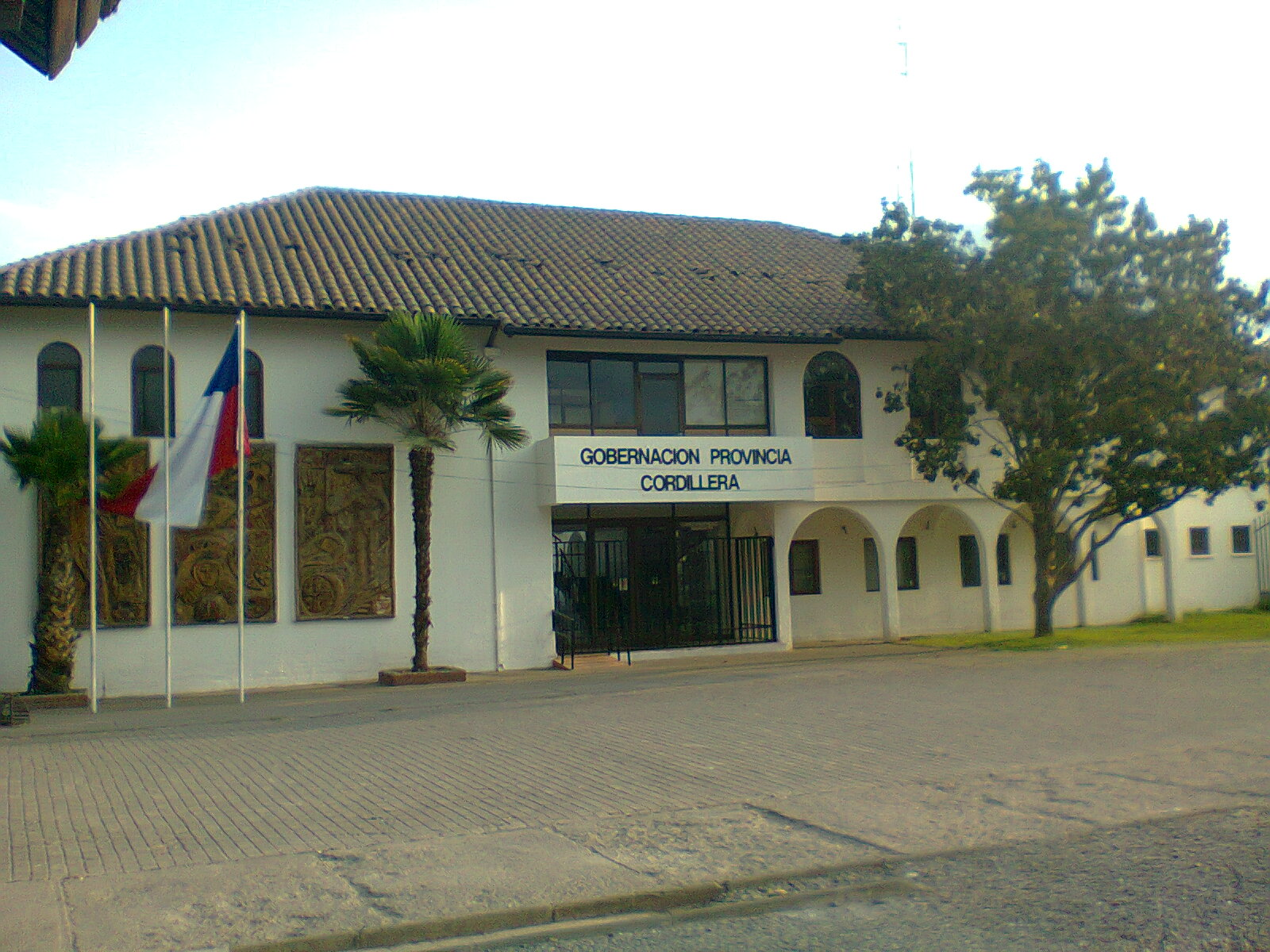
Gobernación Provincia Cordillera.

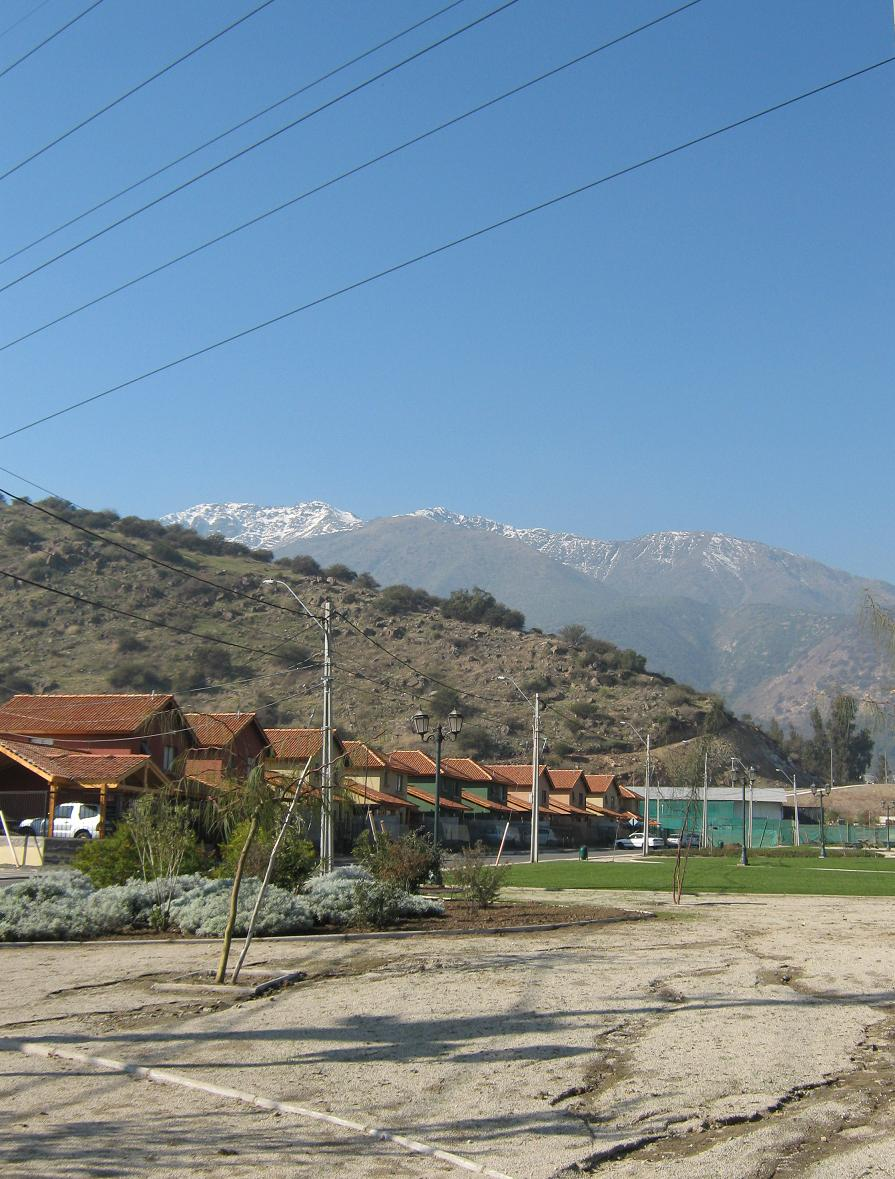
Las Perdices y Cerro Chequen.

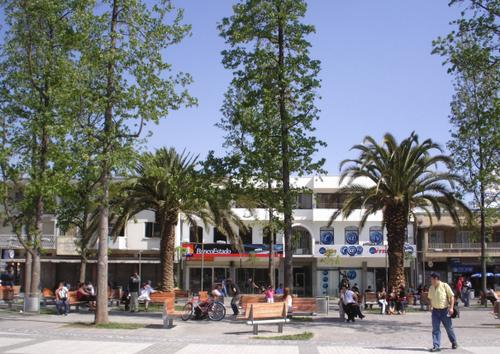
Plaza de Armas de Puente Alto

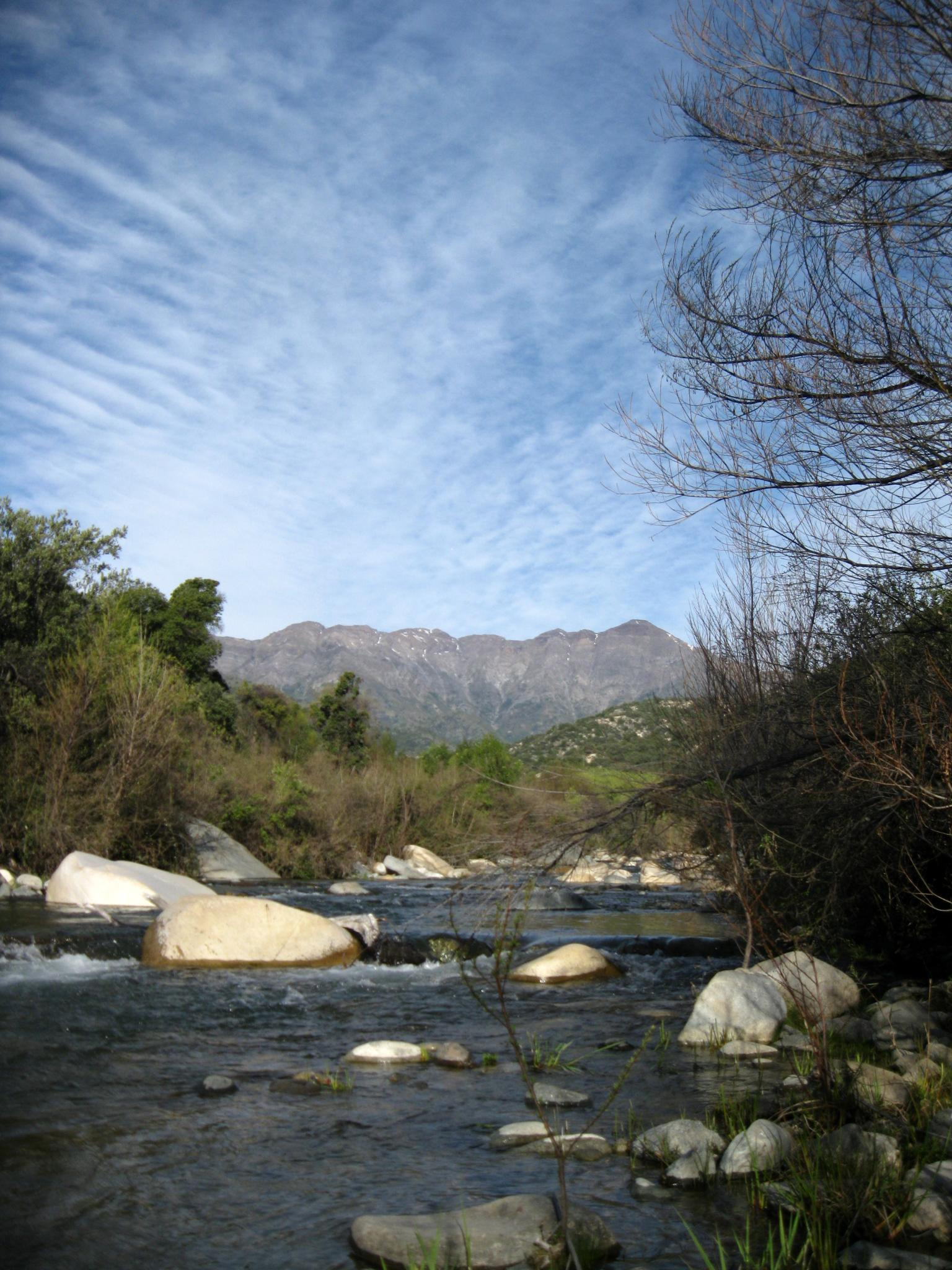
Reserva Nacional Río Clarillo

En la Provincia de Cordillera se destaca la explotación de yeso en El Volcán, sector del Cajón del Maipo. Las aguas del río Maipo sostienen una agricultura que se caracteriza por la presencia de frutales y el desarrollo de viñedos destinados a la industria vitivinícola. La industria del papel (papelera de Puente Alto) y la del harina (Molino de Puente Alto) generan grandes fuentes de trabajo.
En 2018, la cantidad de empresas registradas en la provincia de Cordillera fue de 8.415. El Índice de Complejidad Económica (ECI) en el mismo año fue de 0,77, mientras que las actividades económicas con mayor índice de Ventaja Comparativa Revelada (RCA) fueron Elaboración de Productos Ahumados, Salados, Deshidratados y Similares (52,47), Cultivo de Especias (48,98) y Servicios Profesionales en Geología y Prospección (37,4).

## Turismo

### Cajón del Maipo
El Cajón del Maipo es uno de los destinos más visitados en provincia, ya que se puede llegar en camino pavimentado hasta la alta cordillera. Puede ser un agradable paseo en primavera y en invierno también se pueden visitar sus termas de agua con sales naturales; entre estas termas se destaca Baños Morales, Baños Colina y Del Plomo. 
El Cajón del Maipo también posee varios clubes de campo entre el más destacado, se encuentra el famoso club de campo Las Vizcachas (ubicado en la zona oriente de Puente Alto), y el autódromo del mismo nombre. El Cajón del Maipo se encuentra a 25,5 km de Santiago.
Lagunillas es un centro de esquí con todas las instalaciones requeridas para disfrutar de los deportes invernales, su camino de acceso está ubicado a la salida de San José de Maipo.

### Pirque
En Pirque se destaca su hermosa parroquia, su linda zona típica al entrar por Av. Concha y Toro doble a la derecha para ver la hermosa viña Concha y Toro.
La viña Concha y Toro es una de las viñas más grandes de Chile y una de las más avanzadas. Se puede conocer esta viña a través de un tour turístico.

### Lo Arcaya
Avance por una hermosa arboleda, hasta la explanada que llega al patio de acceso de la vivienda patronal y de la iglesia. Ambas están en unas de las propiedades derivadas de las particiones de la hacienda.

### El Principal
Es un conjunto de casas que perteneció a la gran y enorme hacienda El Principal. Las tierras fueron originalmente llamadas "estancias del principal"; su iglesia, la gran Casa Patronal y los ejemplos de las haciendas del siglo XIX se pueden visitar previo aviso o permiso en el lugar

### Parque Nacional Río Clarillo
Ofrece paisajes precordilleranos en el cajón del Río Clarillo. Además se ven montañas con cactus, vegetación con bosques y arbustos escleroficos, abundantes en las quebradas. El Río Clarillo corre transparentemente sobre los roquerios de curiosas formaciones, que forman hermosos pozones naturales para un baño sin peligro, posee lugares de pícnic equipados y senderos de interpretación.